# Лав фест
Лав фест (службено:Love fest) је јединствена културна платформа из Врњачке Бање која промовише музику, уметност и урбану културу младих у Србији. На фестивалу су заступљени различити музички правци, а посебно је промовисана електронска музика. 

## Историјат

### 2007
Фестивал је званично одржан 2007. године, као градска журка, по над називом "The Love Festival" назван по мосту љубави и требало је да употпуни туристичку понуду Врњачке Бање. Фестивал се одржавао на Летњој позорници - отвореном амфитеатру из средине XX века, на 100м надморске висине, изнад самог центра града,са капацитетом од 3000 људи, и трајао је две вечери, током којих су наступали углавном домаћи ди-џејеви. Наредне две године је била слична концепција фестивала- трајао је два дана, одржаван је средином јула, а наступало је од три до четири ди-џеја за вече, где су основу програма чинили домаћи извођачи.

### 2010
Прво проширење оквира фестивала се дешава 2010. године, када се трајање продужава на три дана, и на две локације. Међутим фокус остаје на електронској музици и домаћим ди-џејевима који остају доминантни. Фестивал такође добија хуманитарни карактер и сарађује са фондацијом "Храна за све" чиме се његовој понуди додају и ванмузички садржаји.

### 2012
Фестивал сада добија скраћен назив по коме је и данас познат - "Love fest". Почетком 2012. године фестивал је добио признање министарства за омладину и спорт за најбољи европски фестивал.Још једна значајна прекретница у историји Лав феста била је увођење девет нових програмских зона. Главни циљ отварања нових програмских зона јесте проширивање активности фестивала и промовисање и препознавање младих талената из централне Србије.Активности Лав феста фокусиране су на акције које доприносе развоју једнакости, солидарности и толеранције међу људима са акцентом на пројекте који су хуманитарног, социјалног, еколошког, образовног и забавног карактера.Поред главног програма који се и даље одржава на летњој позорници, формира се и Ред Бул бина која је направљена за младе ди-џејеве у успону.

### 2014
Осми Лав фест је организован 2014. године и доноси нове и значајне промене. Мења се место одржавања фестивала са Летње позорнице на парк поред извора Језеро, у којем се постављају три бине - Fire stage, као главна бина, Burn energy stage и Live stage. Ове године фестивал добија и номинацију за најбољи европски фестивал средње величине, које додељује Удружење европских фестивала. Форма постављена на осмом Лав фесту одржана је и до данас уз одређене додатке, измене и допуне. 

### 2015—2016.
H2O бина је додата 2015. године , дневна бина организована поред градског базена са константним континуираним програмом током трајања фестивала. Док је 2016. године, поред фестивала, током године организовано и неколико музичких догађаја под називом "Love fest experiance", а један од њих био је и наступ и сарадња Џеф Милса са симфонијским оркестром Радио-телевизије Србије и диригентом Бојаном Суђићем

## Журке
Осим самог фестивала, организатори Лав феста преко целе године организују журке са гостовањима највећих светских ди-џејева. Нека од познатих имена која су наступала на Лав фест журкама и на самом фестивалу су :
Ерик Приц (Eric Prydz),
Марк Најт (Mark Knight),
Џејмс Забила (James Zabiela),
Јорис Ворн (Joris Voorn),
Пан-Пот (Pan-Pot),
Крис Либинг (Chris Liebing),
Масео Плекс (Maceo Plex)
Свен Фет (Svan Vath)
и многи други. 
Поред иностраних извођача, сваке године на фестивалу и журкама наступају најпознатији српски ди-џејеви, као што су: Кристијан Молнар, Марко Милосављевић, Дејан Миличевић,Никола Вемић,Леа Добричић, Невена Јеремић, и многи други. 

## Награде
Фестивал је 2012. године добио признање од стране Министарства за омладину и спорта за највећи фестивал за омладину у Србији, а 2013. је номинован од стране Британске доделе награда за најбољи инострани фестивал. 

## Галерија
- Шеталиште
- Симбол Врњачке Бање
- Језеро
- Мост љубави
- Језеро